# 한스 릴리에
한스 릴리에(Hans Lilie), 1949년 8월 19일 ~, 독일 ~ )는 독일의 법학자이다. 현재 그는 마틴루터 할레비텐베르크대학교 (독일어 : Martin-Luther-Universität Halle-Wittenberg) 법학과의 형법, 형사소송법, 비교법과 의료법 분야의 창립교수, 같은 대학교 의료법 연구소장, 독일연방의사협회 산하 장기이식위원회 위원장, 독일대학생후생복지기구협회 이사로 활동하고 있다.

## 이력
한스 릴리에는 1971년부터 1977년까지 괴팅엔대학교 (독일어 : Georg-August-Universität Göttingen)에서 수학했고 1977년에 1차 국가시험에 합격했다.
1977년부터 1978년까지 그는 한스-루드비히 슈라이버 교수의 연구실에서 조교 (wissenschaftlicher Assistent) 생활을 하고 1978년부터 1979년까지 미국 캘리포니아 대학 로스쿨에서 수학했으며, 1980년에 의사의 기록의무와 환자의 정보권 – 독일과 미국의 의료법 연구“로 괴팅엔 대학에서 박사학위를 취득했다.
한스 릴리에는 1981년 2차 국사시험 합격후 괴팅엔 대학교 법학과 한스-루드비히 슈라이버 교수 연구실의 의사법과 의약품법 분야의 조교 (Hochschulassistent)를 하면서 1990년에 그는 교수 자격을 취득했다.
1992년부터 한스 릴리에는 마틴루터 할레비텐베르크대학교 법학과에서 형법, 형사소송법, 비교법과 의료법의 창립교수로 임용되었으며 동시에 1992년부터 2005년까지 할레지방법원 판사로 재직했다.
한스 릴리에는 2012년 4월 11일 그 동안의 법학교수로서의 활동과 업적을 인정받아 독일연방공화국 십자훈장 (Bundesverdienstkreuzes 1. Klasse)을 받았다.

## 참조
- 한스 릴리에 교수홈페이지
- 할레대학교 법학과 홈페이지